# Nir Bardea
Nir Bardea (in ebraico ניר ברדע‎?; Rishon LeZion, 25 gennaio 1996) è un calciatore israeliano, difensore dell'Hapoel Hadera.

## Carriera

### Club
Cresciuto nel settore giovanile dell'Ashdod, ha esordito in prima squadra il 23 agosto 2015 disputando l'incontro di Liga Leumit perso 1-2 contro l'Hapoel Bnei Lod. A fine stagione vince assieme al resto della squadra il campionato di seconda divisione, venendo promosso in massima serie.
Il 21 gennaio 2021 dopo cinque stagioni e mezzo con 4 reti in 95 presenze, è stato acquistato a titolo definitivo dalla squadra ungherese dell'Honvéd per 130.000 euro. Il 19 aprile 2022 dopo poco più di un anno dato lo scarso utilizzo preferisce rescindere il contratto.

### Nazionale
Nel marzo 2017 è stato convocato con la nazionale israeliana Under-21 giocando sia partite amichevoli, sia partite di qualificazione all'europeo di categoria, mettendo insieme quattro presenze.

## Statistiche

### Presenze e reti nei club
Statistiche aggiornate al 30 agosto 2021.
| Stagione        | Squadra         | Campionato      | Campionato | Campionato | Coppe nazionali | Coppe nazionali | Coppe nazionali | Coppe continentali | Coppe continentali | Coppe continentali | Altre coppe | Altre coppe | Altre coppe | Totale | Totale |
| Stagione        | Squadra         | Comp            | Pres       | Reti       | Comp            | Pres            | Reti            | Comp               | Pres               | Reti               | Comp        | Pres        | Reti        | Pres   | Reti   |
| --------------- | --------------- | --------------- | ---------- | ---------- | --------------- | --------------- | --------------- | ------------------ | ------------------ | ------------------ | ----------- | ----------- | ----------- | ------ | ------ |
| 2015-2016       | Ashdod          | LL              | 11         | 0          | CI              | 0               | 0               |                    | -                  | -                  |             | -           | -           | 11     | 0      |
| 2016-2017       | Ashdod          | LhA             | 13         | 0          | CI+TC           | 3+3             | 1+0             |                    | -                  | -                  |             | -           | -           | 19     | 1      |
| 2017-2018       | Ashdod          | LhA             | 8          | 0          | CI+TC           | 0+3             | 0               |                    | -                  | -                  |             | -           | -           | 11     | 0      |
| 2018-2019       | Ashdod          | LhA             | 31         | 2          | CI+TC           | 0+1             | 0               |                    | -                  | -                  |             | -           | -           | 32     | 2      |
| 2019-2020       | Ashdod          | LhA             | 26         | 2          | CI+TC           | 1+5             | 0               |                    | -                  | -                  |             | -           | -           | 32     | 2      |
| 2020-gen. 2021  | Ashdod          | LhA             | 6          | 0          | TC              | 3               | 0               |                    | -                  | -                  |             | -           | -           | 9      | 0      |
| Totale Ashdod   | Totale Ashdod   | Totale Ashdod   | 95         | 4          |                 | 19              | 1               |                    | -                  | -                  |             | -           | -           | 114    | 5      |
| gen.-mag. 2021  | Honvéd          | NBI             | 5          | 0          | CU              | 1               | 0               | UEL                | -                  | -                  |             | -           | -           | 6      | 0      |
| 2021-apr. 2022  | Honvéd          | NB1             | 1          | 0          | CU              | 1               | 0               |                    | -                  | -                  |             | -           | -           | 2      | 0      |
| Totale Honvéd   | Totale Honvéd   | Totale Honvéd   | 6          | 0          |                 | 2               | 0               |                    | -                  | -                  |             | -           | -           | 8      | 0      |
| 2021-apr. 2022  | Honvéd II       | NB3             | 10         | 3          |                 | -               | -               |                    | -                  | -                  |             | -           | -           | 10     | 3      |
| Totale carriera | Totale carriera | Totale carriera | 111        | 7          |                 | 21              | 1               |                    | -                  | -                  |             | -           | -           | 132    | 8      |

## Palmarès

### Club

#### Competizioni nazionali
- Liga Leumit: 1

Ashdod: 2015-2016